# Relations entre la Chine et la Hongrie
Les relations entre la Chine et la Hongrie désignent l’ensemble des liens diplomatiques, économiques, culturels et politiques entre les deux pays, établis à partir de 1869. Le 3 octobre 1949, la Hongrie reconnaît la république populaire de Chine.
La Chine possède une ambassade à Budapest, tandis que la Hongrie a une ambassade à Pékin, mais aussi des consulats à Chongqing, Canton, Hong Kong et Shanghai. De plus, la Hongrie a également un bureau diplomatique non officiel pour les affaires liées à Taïwan, situé à Taipei. Taïwan, réciproquement, possède une représentation à Budapest.
Les relations sino-hongroises sont globalement positives, en particulier lorsque Viktor Orbán est au pouvoir.

## Historique
En 2017, la Chine et la Hongrie déclarent que leur relation constitue un partenariat stratégique global. Lors de la pandémie de Covid-19, la Hongrie est le premier membre de l'UE à approuver l'utilisation du vaccin contre la Covid-19 BBIBP-CorV, développé par la société chinoise Sinopharm.
En 2021 est révélé le projet de l'université Fudan d'ouvrir un campus à Budapest. Cela provoque un tollé et des protestations dans le pays, ce qui conduit le gouvernement hongrois à retarder les plans et à promettre l'organisation d'un référendum sur la question. Le 22 mai 2022, la Cour constitutionnelle hongroise juge le référendum inconstitutionnel car il concerne un accord international. Les responsables hongrois promettent de redémarrer le projet après la victoire attendue du Fidesz lors des élections législatives de 2022.
La Hongrie bloque l'initiative de l'Union européenne visant à critiquer officiellement les actions de la Chine à Hong Kong en 2020 et 2021,.
Le 20 février 2023, Wang Yi, membre du Politburo du Parti communiste chinois et haut diplomate, se rend à Budapest pour rencontrer le Premier ministre Viktor Orbán. Lors de la réunion, le ministre hongrois des Affaires étrangères Péter Szijjártó déclare que « lorsque nous avons été confrontés à des crises ces dernières années, la Hongrie en est toujours sortie plus forte qu'elle n'y est entrée, mais la coopération hongro-chinoise a joué un rôle absolument indispensable à cet égard ». Le 27 février 2023, le gouvernement hongrois soutient le plan de paix publié par Wang Yi visant à mettre fin à l'invasion russe de l'Ukraine.
Depuis 2024 voire avant, la Hongrie est l’un des partisans européens les plus enthousiastes pour participer au projet des nouvelles routes de la soie. Le président chinois Xi Jinping se rend en Hongrie en mai 2024 et rencontre Viktor Orbán. Au cours de la visite, les deux concluent un accord de partenariat stratégique ainsi que dix-huit autres accords et protocoles de coopération.

## Liens économiques
La Hongrie rejoint le projet chinois de nouvelle route de la soie, appelé par la Chine « initiative ceinture et route », en 2015. La même année, elle est le plus grand bénéficiaire des investissements directs chinois à l’étranger, avec environ 571 millions de dollars. Entre 2022 et 2024, la Hongrie est la destination de près d’un quart des IDE de la Chine en Europe.
Le ministre hongrois des Affaires étrangères, Péter Szijjártó, déclare en 2023 que le montant des relations commerciales entre la Hongrie et la Chine dépasse les 10 milliards de dollars.
La Hongrie abrite également le plus grand centre d’approvisionnement de Huawei en dehors de la Chine. En 2022, la société chinoise de batteries CATL investit 7,5 milliards de dollars pour construire une usine à Debrecen. La Hongrie compte plusieurs autres usines chinoises de batteries pour véhicules électriques. En 2023, le constructeur chinois de véhicules électriques BYD choisit Szeged pour installer sa première grande usine en Europe. En mars 2025, la Commission européenne ouvre une enquête pour déterminer si l'usine BYD Auto en Hongrie a reçu des subventions publiques indues de la part de la Chine.

## Galerie

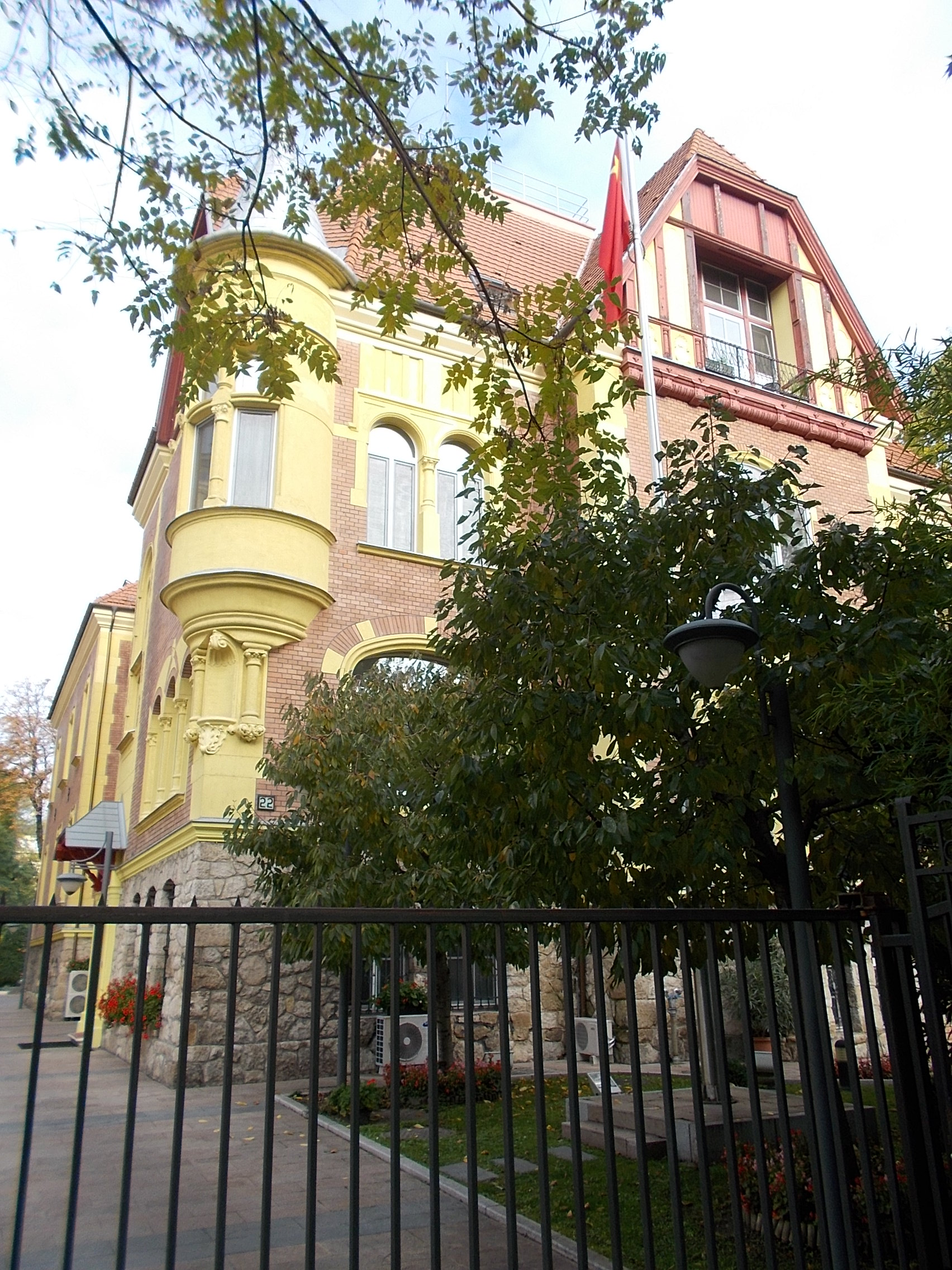
Ambassade de la république populaire de Chine en Hongrie.
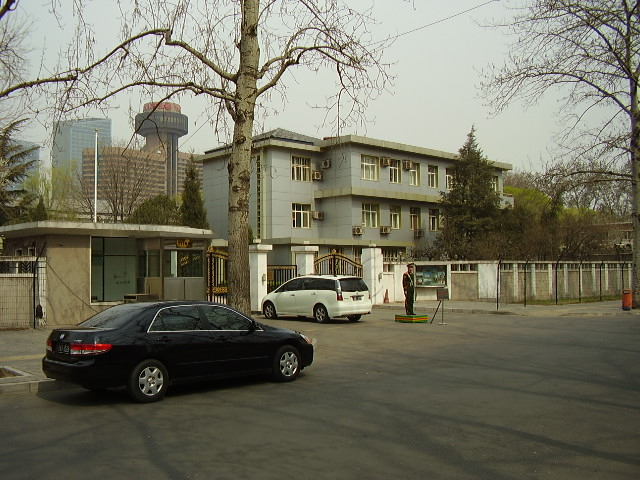
Ambassade de Hongrie en Chine.